# التفويض باستخدام القوة العسكرية ضد الإرهابيين
الإذن باستخدام القوة العسكرية ضد الإرهابين (بالإنكليزية The Authorization for Use of Military Force) هو تخويل يسمح باستخدام القوات المسلحة للولايات المتحدة الأمريكية ضد المتسببين في أحداث الحادي عشر من سبتمبر 2001؛ أقره الكونغرس الأمريكي في 14 من أيلول/ سبتمر 2001. يعطي الإذن الرئيس الأمريكي سلطة استخدام القوة العسكرية «اللازمة والمناسبة» ضد من يحدّد أنهم خططوا لأحداث الحادي عشر من سبتمبر، سمحوا بوقوعها، نفّذوها أو أعانوا على تنفيذها.
وقّع الرئيس الأمريكي جورج بوش الإبن الإذنَ بتاريخ 18 سبتمبر 2001. يتيح الإذن باستخدام القوة العسكرية ضد الإرهابين تخويلا من الكونغرس لاستخدام القوة العسكرية ضدّ تنظيم داعش والجماعات المقاتلة الأخرى التي توصَف بالإسلامية.